# Herbert Butterfield
Herbert Butterfield (7 października 1900, zm. 20 lipca 1979) – brytyjski historyk i filozof historii.

## Wybrane publikacje
- The Historical Novel, 1924.
- The Peace Treaties of Napoleon, 1806-1808, 1929.
- The Whig Interpretation of History, London: G. Bell, 1931.
- Napoleon, 1939.
- The Statecraft of Machiavelli, 1940.
- The Englishman and His History, 1944.
- Lord Acton, 1948.
- Christianity and History, 1949.
- George III, Lord North and the People, 1779-80, 1949.
- The Origins of Modern Science, 1300-1800, 1949.
- History and Human Relations, 1951.
- Reconstruction of an Historical Episode: The History of the Enquiry into the Origins of the Seven Years’ War, 1951.
- Liberty in the Modern World, 1951.
- Christianity, Diplomacy and War, 1952.
- Man on His Past: The Study of the History of Historical Scholarship, 1955.
- Moral Judgments in History, 1959.
- George III and the Historians, 1957.
- Diplomatic Investigations: Essays in the Theory of International Politics (with Martin Wight), 1966.
- The Origins of History, ed. A. Watson, London, 1981.

## Wybrane publikacje w języku polskim
- „Historia i stosunki między ludźmi”: Historia jako gałąź kultury przeł. Z. Miłoszewski, [w:] Współcześni historycy brytyjscy. Wybór z pism, oprac. i przedmową zaopatrzył Jerzy Z. Kędzierski, słowo wstępne G. P. Gooch, Londyn: B. Świderski 1963, s. 79-99.
- Rodowód współczesnej nauki: 1300-1800, przeł. Halina Krahelska, do druku przygotował Stefan Amsterdamski, Warszawa: Państwowe Wydawnictwo Naukowe 1963.
- Wstęp, [w:] Arthur Koestler, Lunatycy: historia zmiennych poglądów człowieka na wszechświat, wstęp Herbert Butterfield, przeł. Tomasz Bieroń, Poznań: Zysk i S-ka Wydawnictwo 2002.